# Blepisanis suturaloides
Blepisanis suturaloides är en skalbaggsart som först beskrevs av Stefan von Breuning 1951.  Blepisanis suturaloides ingår i släktet Blepisanis och familjen långhorningar. Inga underarter finns listade.